# Sami Al-Hashash
Sami Al-Hashash (àrab: سامي الحشاش)  (Kuwait, 15 de setembre de 1959) és un exfutbolista kuwaitià de la dècada de 1980.
Fou internacional amb la selecció de futbol de Kuwait amb la qual participà a la Copa del Món de futbol de 1982.
Pel que fa a clubs, destacà a Al-Arabi SC.